# Kryssningsfärja

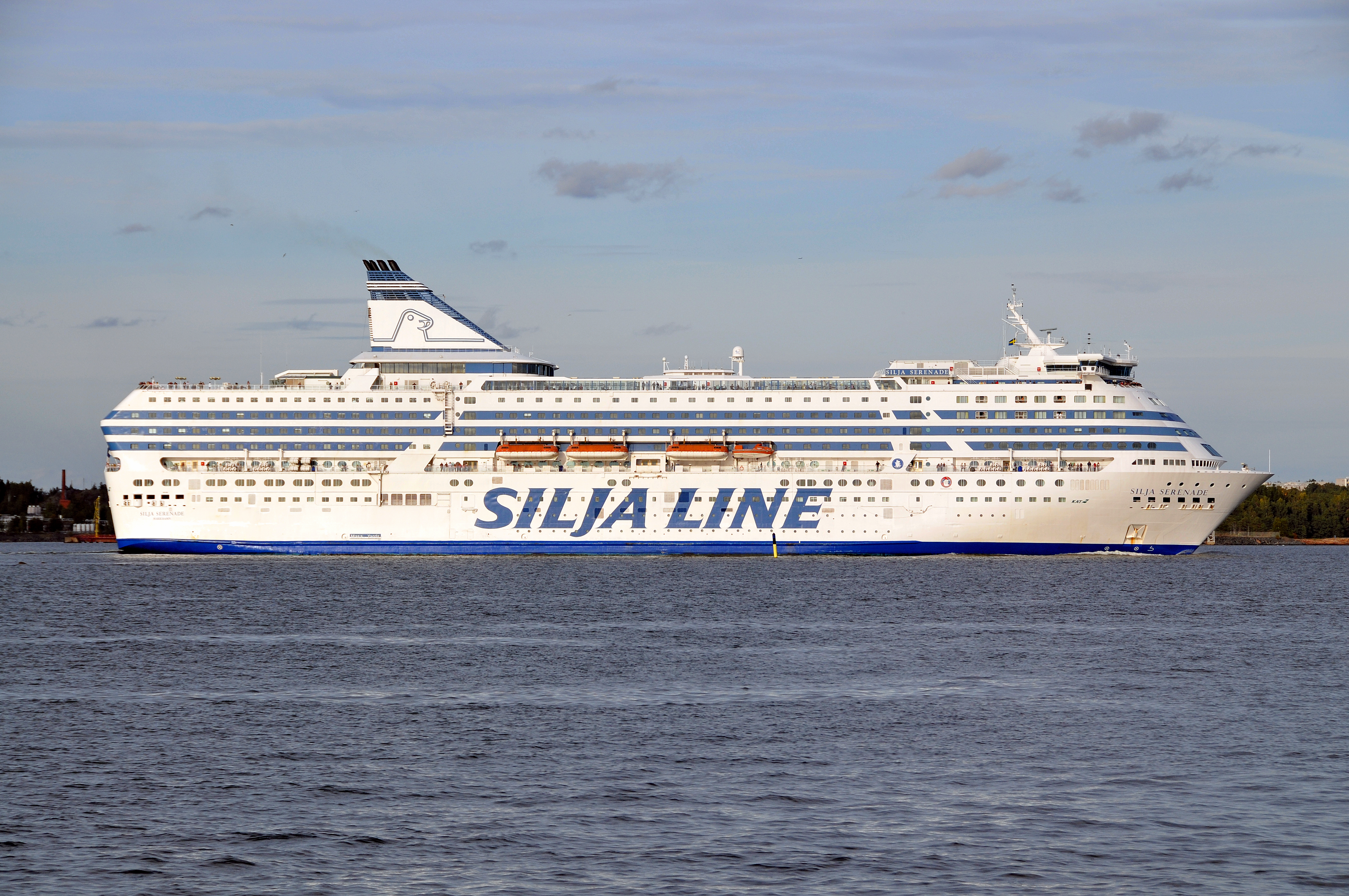
M/S Silja Serenade, en kryssningsfärja från 1990 på rutten Helsingfors–Stockholm.

En kryssningsfärja eller passagerarfärja kallas av rederierna en färja på en längre rutt, där passagerarna skall kunna njuta av överfarten och många av passagerarna i själva verket kommit för sjöresan och inte för att de är på väg till destinationsorten. Vanligtvis marknadsförs en tur-och-returresa på färjan som ”kryssning”. Fartygen är i allmänhet ropaxfärjor, det vill säga de tar också personbilar, lastbilar, långtradare och trailrar. På vissa färjor finns även räls för järnvägsvagnar. Passagerarkapaciteten beror framförallt på om det rör sig om dagfärjor (kortare linjer) eller nattfärjor med hyttpassagerare. Kryssningsfärja ska inte förväxlas med kryssningsfartyg som inte transporterar linjepassagerare och last. 
Kryssningsfärjan har länge varit den vanligaste typen av färja på framförallt vissa nordeuropeiska rutter, där den slog igenom under 1970- och 80-talen.

### Fotnoter
1. ↑  Pär-Henrik Sjöström (23 mars 2013). ”Kärt barn har många namn” (på svenska). Sjöfartstidningen. http://www.sjofartstidningen.se/bloggar/redaktionsbloggen/kart-barn-har-manga-namn/. Läst 3 november 2017.